# Jürgen Steinert
 Jürgen Steinert  (* 6. März 1937 in Dresden; † 17. Mai 2025) war ein deutscher Politiker, Gewerkschafter, Wirtschaftsmanager und Mitglied der Hamburgischen Bürgerschaft für die SPD.

## Leben
Jürgen Steinert verbrachte einen großen Teil seiner Jugend in Berlin, wo er von Pflegeeltern großgezogen wurde. Er besuchte von 1943 bis 1954 überwiegend in Berlin und Bad Bramstedt die Schule und machte anschließend eine Lehre zum Einzelhandelskaufmann im Kadewe. Während dieser Zeit wurde er von den Kollegen zum Betriebsjugendvertreter gewählt.
1958 ging er als Volontär zur Deutschen Angestelltengewerkschaft (ab 2001 ver.di), wo er sich zu einem Fachmann für bildungspolitische Fragen weiterbildete. Diese Kenntnisse gab er als Dozent der zentralen Jugendbildungsstätte der Gewerkschaft weiter. Er wurde Landesjugendleiter und Vorsitzender des Landesjugendrings in Berlin.
Von 1962 bis 1964 studierte Jürgen Steinert an der Hochschule für Wirtschaft und Politik mit dem Abschluss Volkswirt (grad.). Anschließend ging er als Referent zum Bundesvorstand der DAG. Dort lag sein Schwerpunkt im Bereich der Bildungs-, Berufs- und Betriebspolitik und er zeichnete mitverantwortlich für die Forschungsstelle der Gewerkschaft.
Seine letzte Ruhestätte fand Jürgen Steinert auf dem Waldfriedhof Dahlem.

## Politik
1957 trat Steinert in die SPD ein. Von Mai 1976 bis zum September 1981 wurde er in Hamburg zum stellvertretenden Landesvorsitzenden seiner Partei gewählt. 1978 zog er als Abgeordneter in die Hamburger Bürgerschaft ein, nachdem er schon 1974 zum Bevollmächtigter Hamburgs beim Bund ernannt worden war. 1978 wurde er  Wirtschaftssenator und von 1982 bis zum Februar 1983 Präses der Finanzbehörde. Am 18. April 1986 legte er sein Abgeordnetenmandat nieder.
Auch nach seinem Ausscheiden als Senator war er in verschiedenen Gremien tätig. So als Aufsichtsrat der Wohnungsbaugenossenschaft DEGEWO und als Präsident des Bundesverbandes deutscher Wohnungsbauunternehmen. Die DesWos, Entwicklungshilfe für soziales Wohnungs- und Siedlungswesen, ernannte ihn zum Ehrenvorsitzenden.

## Veröffentlichungen
- Möglichkeiten und Grenzen Hamburger Wirtschaftspolitik in: Hrsg.: Norbert Aust, Björn Engholm, Heinz Kluncker, Heinz Oskar Vetter u. a. Bildungsauftrag und Berufspraxis, Beiträge zur wirtschafts- und sozialpolitischen Aufgabe der HWP, Leske Verlag + Budrich, Opladen 1982, S. 111–120